# 차세대중형위성 3호
차세대중형위성 3호 또는 CAS500-3은 2025년 11월 누리호 4차 발사와 함께 발사될 대한민국의 저궤도 우주기술검증용 인공위성이다.

## 개발
2019년 12월, 한국항공우주산업(KAI)은 한국연구재단과 1,800억원 규모로, 사업 기간이 2025년 12월까지인 차세대중형위성 2단계 개발 협약을 체결함으로써, 독자개발에 본격 착수하였다. 협약의 주요 내용은 KAI가 우주 과학 연구, 재해·재난 대응, 산림 관측 등이 가능한 500㎏급 중형 위성 3기의 위성 시스템 설계부터 본체 개발, 제작·조립·시험까지 독자적으로 수행하는 것이다. 차세대중형위성 사업은 다음과 같으며, 차세대중형위성 3호 개발은 2단계에 해당한다.
- 1단계: 1·2호기 개발
- 2단계: 3·4·5호기 개발

3·4·5호 개발은 1·2호에 쓰인 표준형 플랫폼 기술을 활용하여 국내 독자기술로 추진될 예정이다.

## 발사
우주항공청이 2025년 1월 21일 발표한 《2025년 우주항공청 주요업무 추진계획》에 따르면, 차세대중형위성 3호는 2025년 4분기 중에 발사될 예정이다.
차세대중형위성 3호는 누리호 4차 발사의 주력 위성이다. 지구 자전과 우주에 나가 태양 전지판을 펼치기 좋은 시점 등을 고려한 결과, 위성을 예정된 궤도에 진입시키려면 해가 완전히 진 뒤 발사되어야 해 4차 발사는 누리호 최초의 새벽 발사가 될 예정이다.

## 임무
2019년 심의·확정된 《차세대중형위성 2단계 개발사업 계획안》에 따르면, 3호는 우주핵심기술의 검증과 우주 과학 연구, 한국형발사체 위성발사기능 검증 등의 목적으로 개발된다.

## 같이 보기
- 차세대중형위성 1호
- 누리호 4차 발사